# Палька, Гжегож
Гжегож Винценты Палька (пол. Grzegorz Wincenty Palka; 8 мая 1950, Лодзь — 12 июля 1996, Злотники (Лодзинское воеводство)) — польский политик, деятель профсоюзного движения и местного самоуправления, лидер профсоюза Солидарность в Лодзи. Активист антикоммунистической оппозиции в ПНР. Интернирован, затем арестован во время военного положения, освобождён по амнистии. В Третьей Речи Посполитой — мэр Лодзи в 1990—1994, председатель городского совета Лодзи в 1994—1996, один из основателей Христианско-национального объединения.

## Организатор лодзинской «Солидарности»
Родился в семье лодзинской интеллигенции. В 1976 окончил химический факультет Лодзинского технического университета. Работал научным сотрудником Института красителей и Института химических волокон.
Гжегож Палька придерживался антикоммунистических взглядов, был привержен польскому национал-патриотизму и католическому социальному учению. Активно участвовал в забастовочном движении 1980. Возглавлял забастовочный комитет Лодзинского технического университета. Именно в его доме была учреждена лодзинская организация независимого профсоюза Солидарность и расположена первая штаб-квартира регионального профцентра.

## Активист независимого профсоюза

### В руководстве профцентра
Во главе лодзинской «Солидарности» стояли транспортный рабочий Анджей Словик, экономист Ежи Кропивницкий и химик-технолог Гжегож Палька. В Лодзи профсоюз опирался прежде всего на коллективы текстильных и транспортных предприятий. Профцентр занимал жёсткую позицию в противостоянии с правящей компартией ПОРП, организовывал массовые протестные акции, забастовки, уличные шествия. Палька причислялся к радикально антикоммунистическим «фундаменталистам „Солидарности“» — наряду с такими деятелями, как Анджей Гвязда, Ян Рулевский, Мариан Юрчик, Анджей Розплоховский, Северин Яворский. Идеологически он придерживался социального католицизма и христианской демократии.
При этом Гжегож Палька считался одним из самых интеллигентных лидеров «Солидарности». Несмотря на радикальную позицию, он отличался деловым подходом, представлял профсоюз в переговорах с властями по экономическим вопросам. Был заместителем председателя Лодзинского профцентра Анджея Словика, делегатом I съезда «Солидарности» в сентябре-октябре 1981. Получил наибольшее количество голосов при выборах Всепольской комиссии профсоюза. Состоял в президиум Всепольской комиссии. Пользовался в Лодзи большой популярностью, особенно среди рабочих, интеллигенции и молодёжи. На выборах председателя «Солидарности» поддержал Леха Валенсу.
3 декабря 1981 Гжегож Палька участвовал в радомском заседании президиума и поддержал Радомскую платформу — требование к властям ПНР публично отказаться от чрезвычайных мер либо объявление «Солидарностью» всеобщей забастовочной готовности. 11—12 декабря занимал ту же позицию на заседании Всепольской комиссии в Гданьске.

### Интернирование: «один из одиннадцати»
13 декабря 1981 в Польше было введено военное положение. Установилось военно-партийное правление WRON и неформальной «Директории» генерала Ярузельского. «Солидарность» запрещена (вначале фактически, затем законодательно), протесты подавлены, тысячи профсоюзных активистов интернированы. В Лодзи подразделение ЗОМО захватило штаб-квартиру профцентра и разогнало акцию протеста. Гжегож Палька был схвачен в Гданьска агентами госбезопасности. В течение года Палька содержался в лагерях интернирования — сначала в Стшебелинеке (Гданьское воеводство), потом в Бялоленке (Варшава).
22 декабря 1982 Гжегож Палька был арестован и заключён в варшавской тюрьме Мокотув. Власти готовили показательный «процесс одиннадцати» над радикальными активистами «Солидарности» и лидерами КОС-КОР. Предполагалось привлечь к суду Анджея Гвязду, Яна Рулевского, Мариана Юрчика, Северина Яворского, Анджея Розплоховского, Яцека Куроня, Адама Михника, Кароля Модзелевского, Генрика Вуеца, Збигнева Ромашевского и Гжегожа Пальку. Они обвинялось в «действиях, направленных на силовое изменение строя путём свержения конституционных органов власти». Основанием являлась аудиозапись, тайно сделанная сексотом госбезопасности на совещании по Радомской платформе. Подпольная «Солидарность» выпустила серию почтовых марок с изображениями политзаключённых, в том числе Гжегожа Пальки.

### Восстановление профсоюза
После отмены военного положения власти ПНР предпочли отказаться от показательного процесса. В июле 1984 обвиняемые, в том числе Гжегож Палька, были освобождены по амнистии. Все они отказались от предложения эмигрировать.
Гжегож Палька активно участвовал в воссоздании лодзинской «Солидарности». 8 октября 1986 вместе с Анджеем Словиком, Ежи Кропивницким и Казимежем Беднарским он открыто учредил президиум регионального профцентра. В апреле 1987 — соучредитель рабочей группы Всепольской комиссии; выступал за восстановление органа в составе 1981 года, и в этом расходился с Валенсой. Год спустя, в марте 1988, вместе со Словиком и Кропивницким учредил подпольную Лодзинскую региональную комиссию «Солидарности» (альтернативную аналогичному органу, который возглавляли Ежи Длужневский и Рышард Костшева).

## Политик и мэр Лодзи
Забастовочное движение в Польше 1988 года, Круглый стол и альтернативные выборы в июне 1989 кардинально изменили положение в стране. «Солидарность» была релегализована и фактически пришла к власти, отстранив ПОРП. Началось и создание новых политических партий. В октябре 1989 Гжегож Палька выступил одним из основателей Христианско-национального объединения (ZChN — правая католическая партия, наследовавшая традиции хадеции и эндеции). В начале 1990 стал одним из организаторов Лодзинского гражданского соглашения (LPO — региональная коалиция правоцентристских сторонников Валенсы).
LPO одержало победу на местных выборах в Лодзи 1990 года. Гжегож Палька стал вице-президентом города при президенте Вальдемаре Богдановиче, вскоре был избран президентом (мэром) Лодзи. В 1991 основал Союз польских метрополий — объединение органов городского самоуправления.
Руководство Гжегожа Пальки пришлось на период трудных и болезненных реформ. Палька прилагал усилия для сохранения характерного для Лодзи текстильного кластера в условиях рыночной трансформации, вводил социальные программы помощи безработным, внедрял градостроительные инновации. Итоги его деятельности оцениваются по-разному. Критики возлагают на него ответственность за промышленный спад в Лодзи и утрату положения «второго города Польши». Сторонники считают, что экономические трудности имели общенациональный характер и не зависели от городской администрации, Палька же со своей стороны много сделал для смягчения социальных последствий и превращения Лодзи в «более привлекательный город». Особенно подчёркивается его деловая компетентность, умение организовать командную работу, находить взаимоприемлемые компромиссы. В целом управление Пальки рассматривается как эффективное.
В Лодзи базировалась штаб-квартира Христианско-национального объединения. Первым председателем партии был Веслав Хшановский, председателем парламентского клуба — Стефан Несёловский, лодзинскую организацию ZChN возглавлял Гжегож Палька. Партия выступала за максимальное стимулирование польских производителей и малого бизнеса, социальные программы, налоговые льготы для многодетных семей, укрепление католических принципов в обществе (запрет абортов, религиозное воспитание в школах). К Плану Бальцеровича и «шоковая терапии» ZChN относилось критически, настаивало на большей социальной ориентации. На президентских выборах 1990 Гжегож Палька поддерживал Леха Валенсу в противовес не только кандидату «пост-ПОРП» Влодзимежу Цимошевичу, но и премьер-министру Тадеушу Мазовецкому, главе правительства либеральных реформ.
На местных выборах 1994 наибольшее количество голосов в Лодзи получила «пост-ПОРП». Однако Палька вновь проявил политическое искусство компромисса: LPO вошло в коалицию с Унией свободы — партией Мазовецкого и поддержала её кандидата Марека Чекальского. В итоге Чекальский стал президентом Лодзи, Палька возглавил городской совет.

## Гибель и память
Утром 12 июля 1996 Гжегож Палька находился за рулём автомобиля, проезжавшего селение Злотники (Поддембицкий повят, ныне Лодзинское, тогда Серадзское воеводство). Обгоняя велосипедиста, он не успел завершить манёвр и вразался во встречную машину. Гжегож Палька, его сын Доминик и друг сына Войцех погибли, жена Пальки Ядвига и её подруга Катажина получили серьёзные травмы. Похоронен Гжегож Палька на лодзинском католическом кладбище Долы.
В современной Польше Гжегож Палька известен как участник освободительной борьбы, видный деятель профсоюзного и самоуправленческого движения, национально-католический политик и компетентный администратор. Его называют также «мечтателем, который изменил Лодзь».
В 1990 году президент Польши в изгнании Рышард Качоровский наградил Гжегожа Пальку Рыцарским крестом ордена Возрождения Польши. В 2006 президент Польши Лех Качиньский посмертно наградил Пальку Командорским крестом ордена Возрождения Польши, в 2017 президент Анджей Дуда — Крестом Свободы и Солидарности. Общественная организация Национальная лига учредила награду имени Гжегожа Пальки за заслуги в развитии местного самоуправления. Годовщины его гибели отмечаются в Лодзи с участием официальных властей.
На месте гибели Гжегожа Пальки и его сына в 2001 установлен памятный крест. В церемонии участвовали более ста лодзинских политиков, профсоюзных и общественных деятелей. Епархиальный епископ Владислав Зюлек в своей речи назвал Пальку «человеком совести». В 2007 городской совет Лодзи присвоил имя Гжегожа Пальки одной из городских улиц. За это решение голосовали депутаты партий Право и справедливость и Гражданская платформа. Против выступили представители «пост-ПОРП». Один из них заявил, что «ценит достижения Пальки как президента Лодзи, но сомневается, должны ли участники автомобильных аварий со смертельным исходом быть покровителями улиц».
В 2010 издан подробный биографический очерк Гжегож Палька (1950—1996). Деятель профсоюза и самоуправления. Вдова Ядвига Палька известна в Лодзи как общественный деятель.